# Arte contemporânea em Portugal
A arte contemporânea em Portugal começou oficialmente depois da Revolução dos Cravos; no entanto, ainda antes do 25 de Abril, já alguns artistas/arquitectos se podem inserir neste período.

## Arquitectura

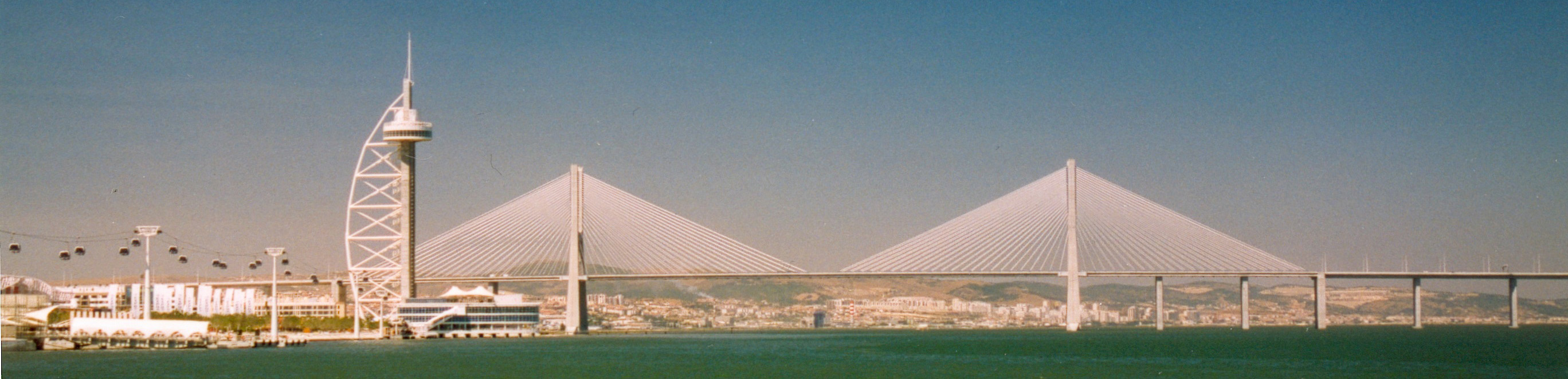
Vista panorâmica da Expo 98 e da Ponte Vasco da Gama.

As obras de Álvaro Siza Vieira surgem como uma das maiores referências da arquitetura contemporânea das décadas de sessenta, setenta e oitenta. Também surgiram arquitectos como Manuel Taínha, Jorge Ferreira Chaves, Fernando Távora, Eduardo Souto Moura, Nuno Teotónio Pereira, entre outros. O surgimento das novas gerações de arquitectos que os sucederam veio introduzir um progressivo alargar de tendências arquitectónicas.
Tomás Taveira populariza-se através do conjunto do Centro Comercial das Amoreiras, em Lisboa. Álvaro Siza Vieira, já conhecido pela reconstrução do Chiado, depois do grande incêndio que devastou o bairro típico localizado do lado esquerdo da Rua Augusta, projectou o Pavilhão de Portugal, em parceria com o seu amigo Eduardo Souto Moura, no âmbito da Expo 98.
Esta mostra mundial de arquitectura contemporânea, em 1998, revelou-se uma marco para a história do século XX português, promovendo obras de renome nacional e internacional como a Torre Vasco da Gama, o Pavilhão Atlântico, Oceanário de Lisboa ou o Pavilhão de Portugal. O tema da exposição era "os oceanos", um tema bastante adaptado a Portugal, historicamente conhecido por cruzar mares e oceanos longínquos, que nos levaram a sítios na época remotos como o Sri Lanka, Índia, Macau e o Brasil. Com toda a sua arte de marear, Portugal conduziu o seu «veleiro a bom porto», tornando o agora Parque das Nações o maior conjunto de arquitectura contemporânea de Lisboa.
Outro marco de 1998 é a segunda mais extensa ponte da Europa — a Ponte Vasco da Gama.
A Casa da Música, edificada no Porto, seguindo o traçado projectado pelo holandês Rem Koolhaas, trouxe novos vigor e autoestima à arquitectura da contemporaneidade em Portugal. Foi construída no âmbito do projecto Porto Capital Europeia da Cultura.

## Pintura, Escultura e Cerâmica
Em meados do anos 70, depois da Revolução dos Cravos, a pintura e a escultura começaram a dar os primeiros passos na contemporaneidade, explorando primeiramente (embora tardiamente, quando comparada com a restante Europa) a Pop Art, não pondo num plano inferior a Op Art.
Maria Helena Vieira da Silva, artista que viveu o modernismo e depois a arte contemporânea escolheu a pintura como o seu ícone. Mas também trabalha na azulejaria. O Metro de Lisboa têm nas paredes trabalhos seus. Na azulejaria contemporânea trabalham também Júlio Pomar e Júlio Resende, que se tornam referências na pintura contemporânea europeia.
O Minimalismo entra definitivamente, nos oitentas, na arte contemporânea portuguesa. Revela-se na música erudita, recondidamente, e estende-se à pintura e à escultura. Enquanto na pintura se revela discreto, com formas simplificadas, derivantes do abstraccionismo, com um limitado número de cores, na escultura entende-se como exibicionista este movimento. Na escultura minimalista o detalhe e o pormenor não são postos de lado, são ostensivamente exibidos, juntamente com cores e relacionados intimamente com os jogos lumínicos artificiais instalados no espaço de exibição da escultura. A gravura passa pelo mesmo processo. É durante este período que Vitor Pomar, que já tinha aparecido nos anos 70, ganha mais destaque no panorama artístico Português.
A fotografia torna-se uma arte de excelência, esquecida desde o surrealismo e retomada em Portugal nos oitentas. A fotografia minimalista compreende os elementos comuns à escultura e à pintura do mesmo estilo.

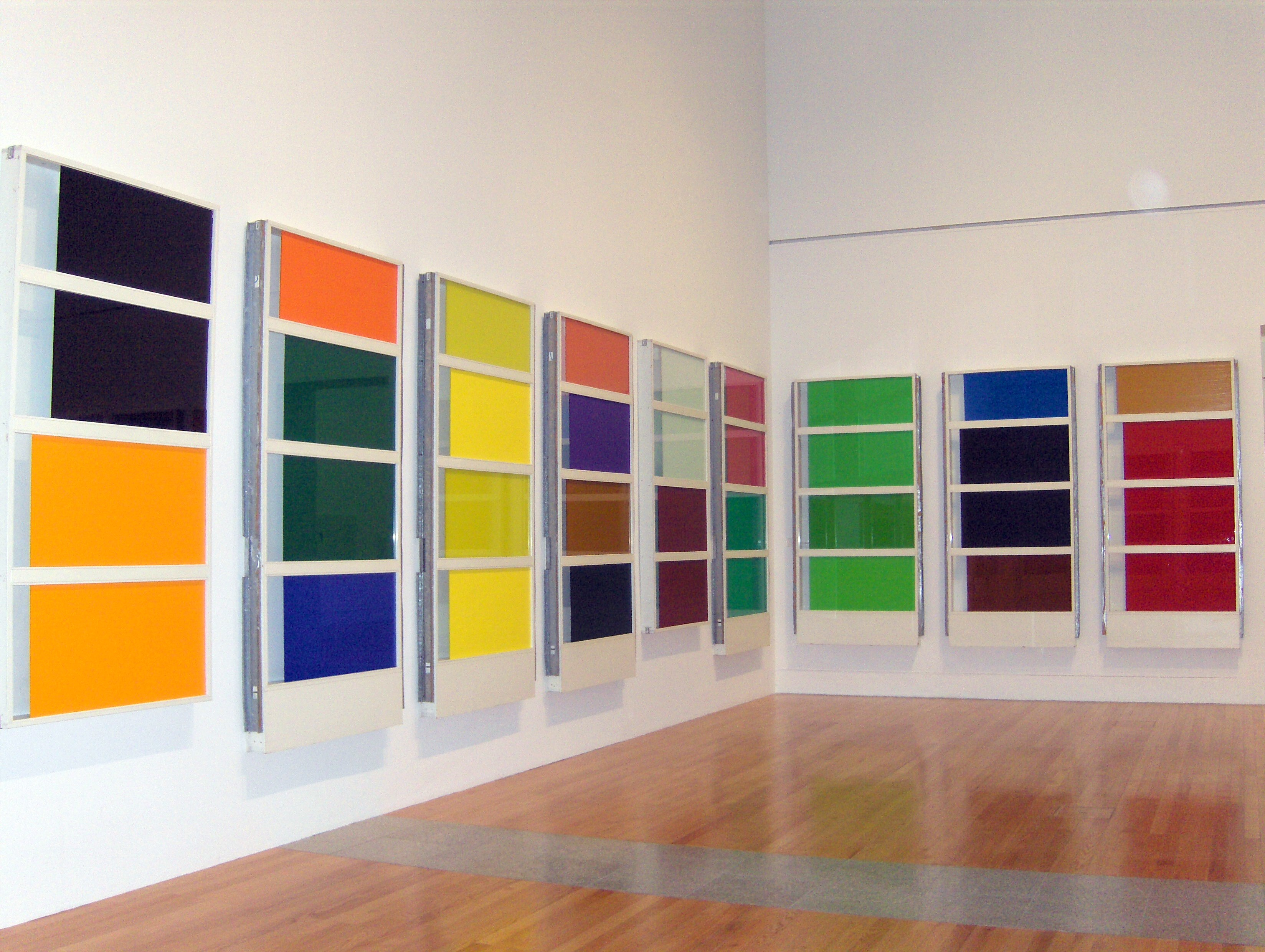
Cabinet d’Amateur -2 (Stockholm version) de Pedro Cabrita Reis

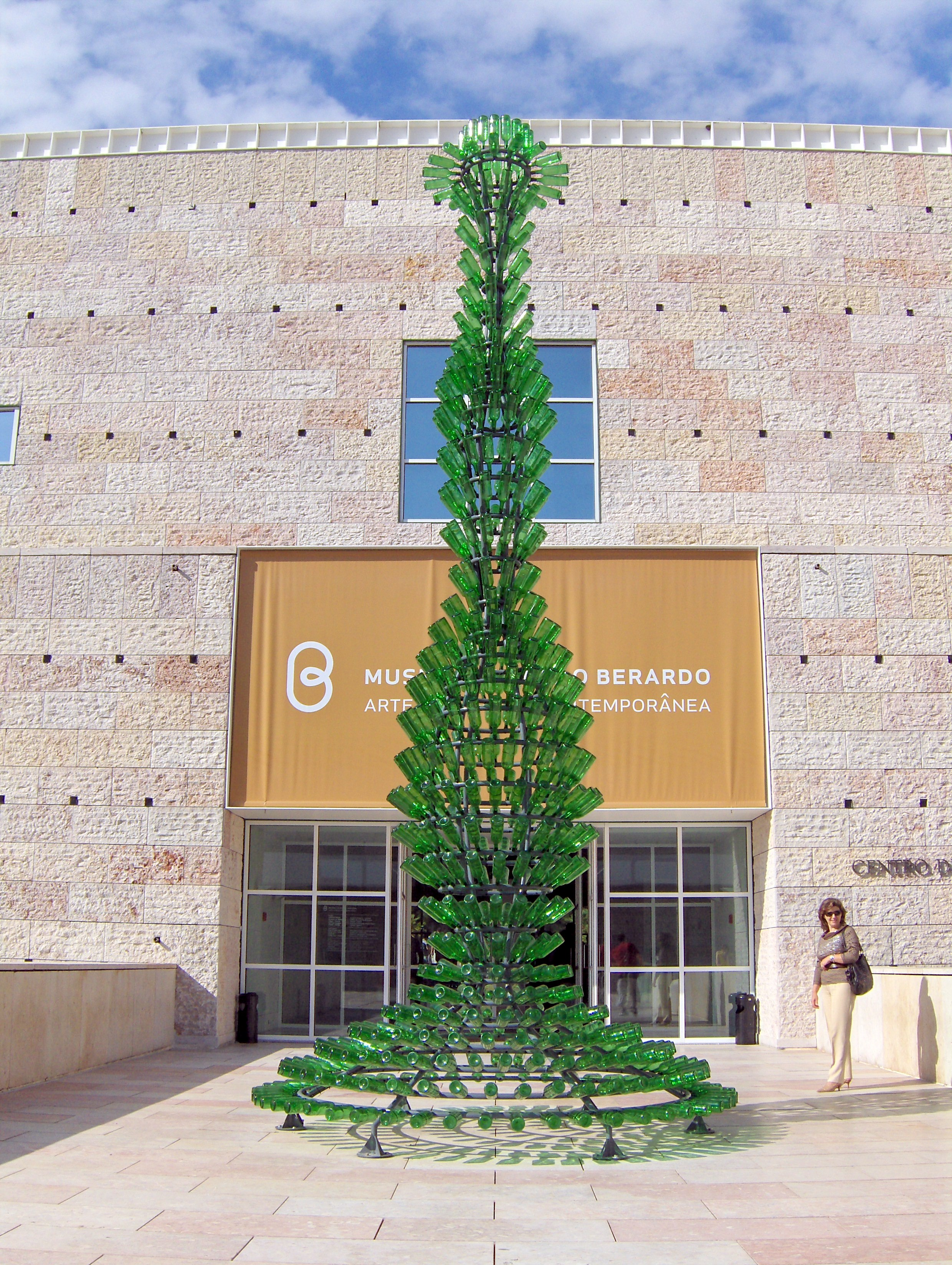
Néctar de Joana Vasconcelos, na entrada do Museu Colecção Berardo.

No panorama artístico português surgem Paula Rego, e depois Jorge Martins. Ambos com estilos aparentemente diferentes, as suas obras são perturbantes e interagem directamente com o espectador através da pintura. Paula Rego não é a artista mais internacional portuguesa, mas é a pintora mais internacional. Muitas das suas obras pertencem a colecções privadas como a Colecção Berardo. A esta importantíssima e valiosíssima colecção de arte moderna e contemporânea portuguesa (avaliada pela Christie's em 316 milhões de dólares americanos) conta também com trabalhos valorosos de Jorge Martins. O artista explora a profundidade, o espaço através do contraste entre cores.
Manuel Cargaleiro, já nome de escola, na Amora, e Querubim Lapa assumem o expoente da azulejaria portuguesa, levando-a a novos rumos. Uma azulejaria contemporânea, baseada nos contrastes - até porque o azulejo permite muito isso - e mediatizando na arte as figuras geométricas.
Barahona Possollo, um dos mais célebres artistas portugueses da actualidade, também deixa a sua marca. A sua obra caracteriza-se por uma grande riqueza de cores quentes, com matizes de sombras sedosas, e por um detalhe quase fotográfico, de grande qualidade técnica. Alberto Lume também se destaca no panorama artístico português.
Em 2006, o CCB apresentou uma exposição retrospectiva da sua obra. Tempos antes, também Serralves orgazinou uma exposição de Paula Rego, onde acorreram cerca de 200.000 pessoas.
Portugal, hoje em dia, assume cada vez mais um papel de renome na pintura e escultura contemporânea. Joana Vasconcelos é a mais célebre artista contemporânea de Portugal da geração dos finais do anos oitenta.
Em 2007, entrou Portugal, fortalece a sua presença na rota das grandes exposições de arte moderna e contemporânea com a instalação do Museu Colecção Berardo no CCB, em Lisboa. No Porto, a Fundação de Serralves é uma instituição de renome internacional.
Em 2012 a colecção de arte moderna da Fundação Portugal Telecom continua a ser uma das únicas colecções que estado a percorrer o país durante os últimos anos levando às pessoas  alguns dos mais importantes artistas de arte moderna em Portugal de pintura e escultura desde os anos 60 do século XX até aos dias de hoje. Entre eles podemos encontrar Joaquim Rodrigo, Lourdes Castro, Paula Rego, Alberto Carneiro, Eduardo Batarda, João Vieira, Jorge Molder, Júlia Ventura, Helena Almeida, Fernando Brito, Manuel João Vieira, Marta Wengorovius, Rita Barros, Eva Mota, Álvaro Lapa, Sara Anahory, Miguel Soares, Joana Rosa, António Palolo, Gerardo Burmester, Joaquim Bravo, Maria José Oliveira e João Vilhena.

## Arte de instalações
Ainda não muito célebre entre os espectadores portugueses, nem muito reconhecida a nível europeu, a instalação está ainda «perto da partida». Todavia, alguns artistas empenham-se no reconhecimento desta arte, que entrou em Portugal, já nos anos noventa, no centro de uma cultura rock. Joana Vasconcelos é uma das mais célebres artistas utilizando a grande escala e elementos da cultura pop ou objectos do quotidiano na construção das suas esculturas. Em 2005, apresentou " A Noiva" na Bienal de Veneza, tendo sido Ângela Ferreira a representante oficial (projecto comissariado por Jurgen Bock).
Néctar é um lote de duas esculturas que integram a Colecção Berardo, sediada no CCB, a par da sua instalação Aladino.

## A moda contemporânea
- no âmbito da Moda na década de 1960

Nesta época os desfiles que existiam eram não mais que uma mostra de confecção, e todo aquele costureiro que se aventurasse na inovação era «posto de lado», sem que lhe dessem atenção. Porém, criadores houve que não deixaram os críticos e os espectadores fazê-lo, como Ana Salazar. Esta última fez em Portugal o trabalho que Chanel havia feito há décadas atrás na França: romper os padrões e conceder uma maior liberdade às mulheres.
Mas a sua originalidade e a irreverência dos seus estilo deixaram-na ficar na história da moda europeia como a mais excêntrica criadora portuguesa. Adquire fama e sucesso notável no rectângulo português, esta criadora que muitos apelidaram inestética. Ana Salazar torna-se o expoente da moda contemporânea portuguesa, sendo a primeira designer de moda portuguesa a internacionalizar-se.
Mas os seus dias de glória são já póstumos, e a sua criação já não é mais a única e a mais actual. Vários criadores entraram em cena nos finais de 80 e em 90, como Miguel Vieira. Este, com as suas colecções construídas a partir do preto e do branco (e do cinzento, numa mais avançada fase), exibe-se com cortes perfeitos, clássicos e extremamente adaptáveis para a mulher executiva. O seu estilo glamorouso apelida-se city chick.
João Rôlo torna-se um criador das elites, dizendo-se o único criador de Haute-Couture português, algo que não corresponde à realidade... O revivalismo de José António Tenente, que vestiu até a ex-primeira-dama Maria José Ritta em eventos internacionais, que também explora o city chick é célebre pelos seus vestidos de noite ousados e de corte perfeito, muitos vestidos por Bárbara Guimarães na apresentação da gala dos Globos de Ouro. Também Manuel Alves e José Manuel Gonçalves surpreendem com as suas criações e são os eleitos da alta sociedade portuguesa.
Na década de noventa surge Fátima Lopes, que se tornaria, além de «rival» de Ana Salazar, a estilista mais internacional portuguesa, patrocinada por Joe Berardo. Uma das suas criações, e uma das obras de arte portuguesas mais reconhecidas no estrangeiro, é um reduzido bikini em ouro e diamantes, avaliado em 500.000 euros, desfilado pela própria estilista em Paris.
Hoje, Portugal já se pode dizer uma «estrela de média grandeza» no restrito e competitivo Universo da Moda. Novos designers como Maria Gambina, Katty Xiomara, o «l'enfant terrible de la mode» Dino Alves, entre outros. Embora com empreendimentos como o Portugal Fashion, no Porto, e a Moda Lisboa, na capital, o público ainda não vê a moda como uma arte de excelência, como é na realidade. Vêm as criações como um produto, não como uma obra de arte, como uma pintura, uma instalação. Como tal, o investimento é pouco e o pouco que há para muito não serve, e alguns criadores abandonam a carreira em prol de algo mais rentável e menos caro, como foi o caso de Miguel Flor, um designer em ascensão que, sem mais fundos para manter a sua empresa de moda, abandonou a carreira.
Mesmo assim, o investimento cresce e o interesse segue a mesma trajectória, com cada vez mais pessoas a aplaudirem os criadores de moda portugueses.

## Música
A música contemporânea na Europa estima-se ter começado em meados dos anos 50. Se tivermos em conta as revelações pop de Madalena Iglesias e Simone de Oliveira a música contemporânea portuguesa terá começado perto da mesma altura. Mas isto no jovial ambiente pop que se revelava na sociedade através dos mais jovens. A música electrónica, surgida na Alemanha, foi exportada para Portugal, revelando-se somente um sucesso já nos anos oitenta.
A febre pop aumenta com os sessentas, loucos anos como são denominados, a par da década de vinte, e com as fulminantes boates cujo número aumentava em grande escala no litoral. Há que referir que o país teve um desenvolvimento muito desigual, entre litoral e interior, e norte, mais o centro-norte, e o sul, mais o centro sul. Enquanto Lisboa, no litoral, seguia as modas, mesmo que recatadamente, quando compara com as restantes capitais europeias, o interior continuava numa eterna ignorância, que ainda hoje se revela presença assídua, embora menor.
A era hippie «ataca» o país com o seu estilo descontraído e citadino, e Portugal adapta-se fortemente a esta nova tendência. Surge a febre Discoe com ela as discotecas. Ainda numa corruptível ditadura, que custou ao país anos de atraso em relação à Europa, revela-se popular a voz de artistas como António Variações e Carlos Paião, entre outros. Ambos obtiveram enormes sucessos. São memoráveis músicas como Playback e Pó de Arroz, deste último, e O corpo é que paga do primeiro. António variações desfalcou a música contemporânea com a sua morte, em 1984.
Porém, dez anos antes, em 1974, com Portugal a conviver com um arejado look disco, surge a 25 de Abril uma célebre e pacífica revolução, bem ao estilo português. O mais interessante é que a Revolução dos Cravos, como viriam a denominá-la, iniciou-se com uma música: "Grândola, Vila Morena". Uma canção de intervenção, derivante da já conhecida poesia de intervenção. A canção de intervenção entrou na «berra» e fez singrar o seu contexto sofrido, mas esperançoso e sonhador, na história da música contemporânea europeia. O fado é esquecido, tido como uma lembrança salazarista, e retomado só em meados dos anos noventa.
Em oitenta a música electrónica torna-se célebre e é ostentada nas rádios e discotecas lisboetas. O interior rural começa finalmente a dar os primeiros passos na conquista da contemporaneidade. Assim, a música electrónica começa a atrair ouvintes mais afastados do litoral. Entra também Portugal numa era excêntrica e, no mínimo, curiosa. Entra-se finalmente na era rock. Do rock subsidiam-se o punk, dark rock, entre outros, e numa fase superior, o metal, o heavy metal, que hoje ainda estão na conquista de novos ouvintes. Nos anos noventa já se ouvem tocar Xutos e Pontapés, Rui Veloso também deixa a sua marca valorosa na música, tornando-se o maior intérprete do rock português. Também se destacam Paulo Gonzo, Jorge Palma, Silence 4, GNR, entre muitos outros.

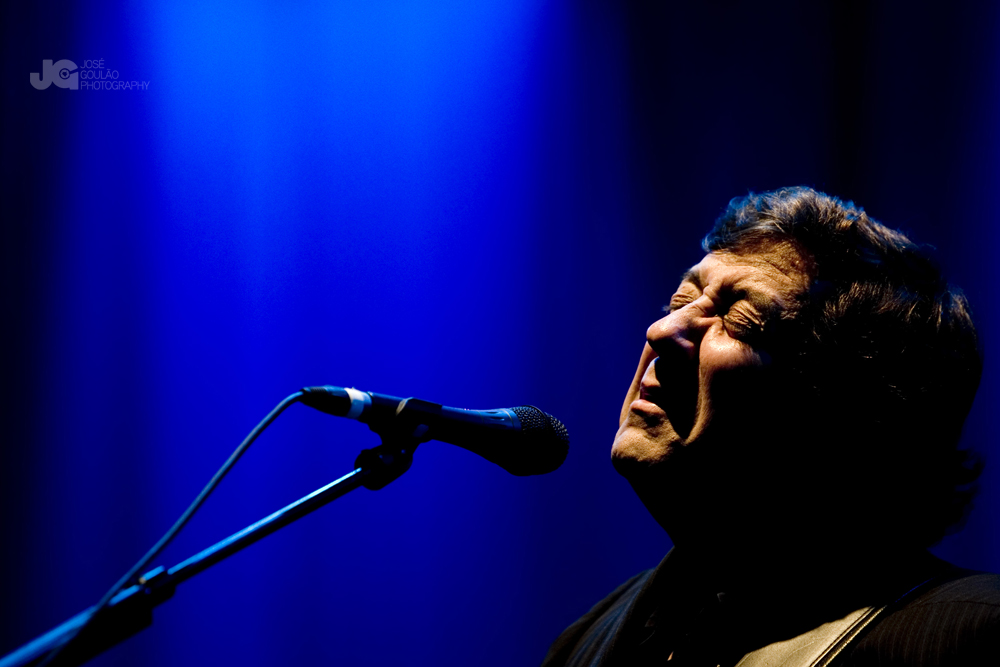
Rui Veloso.

Na música erudita, um pouco escondida até meados de oitenta, destacam-se vários compositores, pianistas e condutores de orquestras talentosos, que a fazem fluir através do panorama musical erudito europeu. Mário Laginha e Maria João Pires são os que mais se destacam ao piano. Carlos Tê torna-se o compositor de eleição de Rui Veloso.
Numa vertente pop, no começo do seu declínio, surge Dulce Pontes, impagável voz de plural abrangência, renova o fado, dá-lhe nova voz, retoma-o. Também explora o folclore e o pop (Lusitana Paixão é o seu maior êxito pop), mas é com o fado que se torna um marco musical (Canção do Mar é o seu maior êxito fadista). Sara Tavares e as suas balada, juntamente com a brilhante voz de Anabela Pires, consagram-se como duas das melhores vozes de Portugal. A diva da morna, Cesária Évora, também deixou pelas terras lusas a sua marcante voz.
O fado é finalmente retomado por Dulce Pontes. E uma nova vaga de fadistas surge revivalista, entrando na «praça» de rompante, afirmando o fado como a música de excelência de Portugal. A vaga iniciou-se com Mariza, que se tornou a maior diva do fado, desde a morte de Amália Rodrigues, batendo Dulce Pontes francamente. Seguem-se-lhe Gonçalo Salgueiro, Ana Moura, Kátia Guerreiro, Joana Amendoeira, entre outros.
Em 2004 realiza-se o Rock in Rio Lisboa, pela primeira vez, catapultando Portugal para um lugar cimeiro na música mundial. Por esta altura, a geração hip-hop havia tomado o mercado mundial, e Portugal não fugiu à regra, tornando-se num dos quatro países de maior produção de hip-hop, a par dos EUA, da França e da Itália. «Re-tratados», os Da Weasel afirmam-se como a maior banda de hip-hop portuguesa.

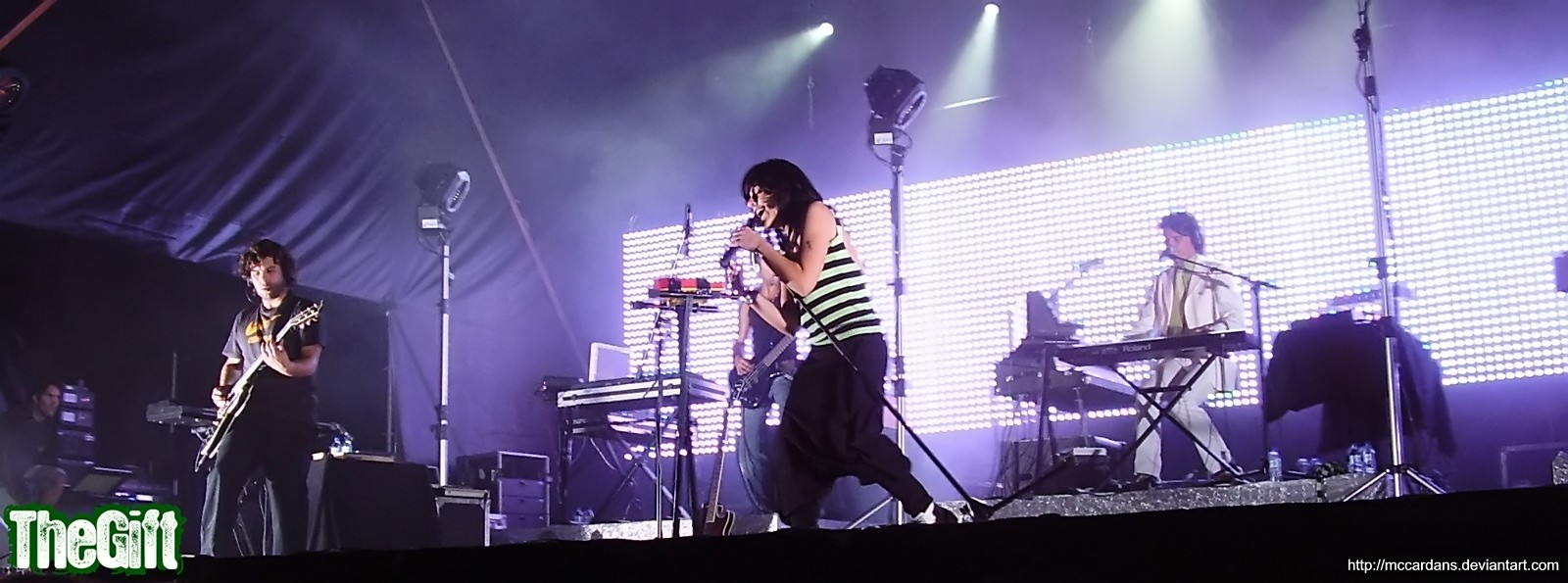
The Gift.

Em 2005, realizam-se em Lisboa os MTV Europe Music Awards Lisboa. O evento europeu traz a Lisboa algum dos maiores rostos da música contemporânea mundial, como Madonna, Robbie Williams, Craig David, entre outros. Os The Gift (banda) venceram na categoria de melhor banda portuguesa. Os The Gift (banda) são uma banda que também deixou a sua marca e uma inovação notável ao ter como protagonista do seu primeiro videoclipe um travesti lisboeta.
Já em 2006, Sam the Kid, torna a sua música comercial um pouco mais portuguesa, e deixa a sua marca irreverente com uma música que se tornou sinónimo de escândalo ao defender irreverentemente a língua portuguesa.
O fado, novamente «contra-ataca», e surge mais internacional. Mariza larga finalmente as influências que tinha de Amália Rodrigues, e grava o seu novo disco, Transparente, no Brasil, fortalecendo as ligações culturais luso-brasileiras, e importando novos e tropicais sons da MPB. Um disco aclamado pela crítica. Também neste ano, a actriz Maria de Medeiros, uma das mais conceituadas de Portugal, grava o seu primeiro disco, explorando o jazz, com pronúncia brasileira. A MPB influencia cada vez mais a música portuguesa. Uma influência positiva, obtendo uma grande aceitação da crítica especializada e do público.
No jazz destaca-se, francamente, Jacinta, considerada uma das melhores vozes femininas do jazz mundial. Maria João, embora menos popular, escolhe o jazz para explorar com a su ternurenta e quente voz.

## Literatura e poesia

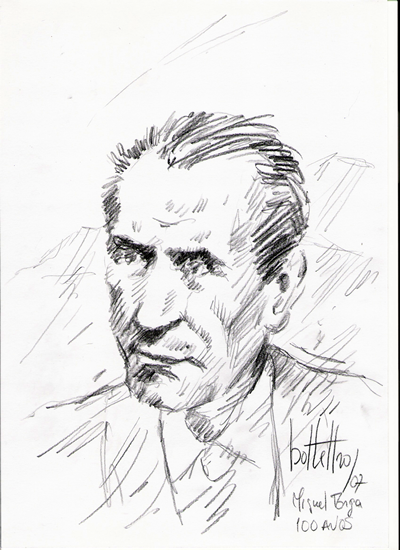
Miguel Torga.

A literatura e a poesia, principalmente esta última, foram das poucas artes que evoluíram durante a ditadura, através de um recôndido movimento ao qual hoje se dá o nome de Poesia de intervenção. Não tendo liberdade de expressão, os escritores e poetas tiveram que construir novas e originais formas de fazer literatura ou poesia. De forma retundante, os autores abordavam temas proibidos e «ameaçados» pelo célebre lápis-azul, concedendo ao século XX um dos mais marcantes movimentos contemporâneos: a Poesia de intervenção.
Oficialmente, ainda não é tido, mesmo assim, como um movimento artístico literário. Esquecem-se os sonetos, esquecem-se as rimas «de trazer no bolso», esquecem-se as sílabas métricas, na literatura e na poesia, ganha forma um movimento completamente inovador e permissível que desrespeita e rompe com todos os conceitos.
Zeca Afonso, com o seu olhar misterioso e a sua criatividade genial, Manuel Alegre, embalado numa eterna «nau de verde pinho» fez frente ao governo ditatorial, e Ary dos Santos, o grande ícone do vício e da boémia das ruelas bairristas lisboetas e teórico impiedoso, foram dos que mais marcaram.
Alexandre O'Neill também é um nome de referência na poesia contemporânea potuguesa. O Adeus Português e Há Palavras que nos Beijam marcam a fundo a poesia portuguesa. Mariza, já no século XXI, dá voz a este último poema, levando-o pelo mundo, nos seus espectáculos. Cantou-o no Carnegie Hall, em Nova Iorque, no Royal Albert Hall, em Londres, e na Ópera de Sydney, em Sydney, e em muitos outros lugares pelo mundo fora. A sua poesia conserva o desgosto que os seus amores, que o mundo, lhe trazem.

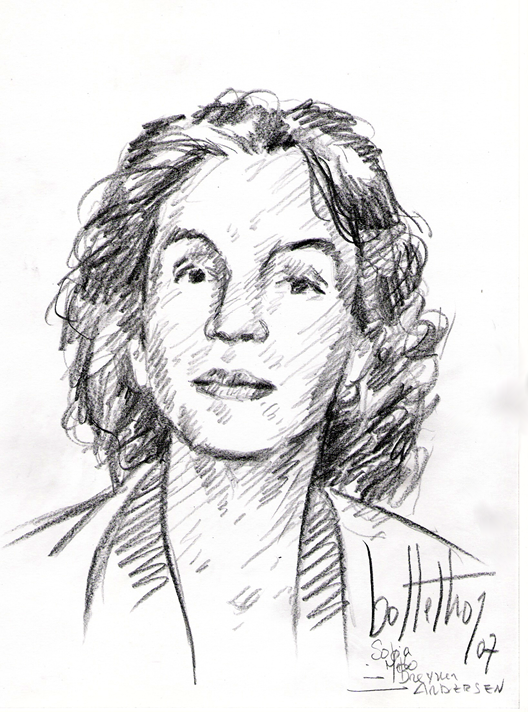
Sophia de Mello Breyner.

Pedro Homem de Melo surge como outro dos grandes, mesmo que esquecido pela actualidade. Foi ele quem escreveu Povo que lavas no rio, interpretado por Amália Rodrigues. A sua escrita, inovadora mas tradicionalista e folclorista, apoiava os costumes, a moral, e o regime. Oriundo de famílias aristocráticas, apoiantes do regime salazarista, Homem de Melo apoiou com a sua poesia o governo e, talvez por isso, tenha sido mutuamente esquecido, mesmo tendo uma produção riquíssima e de importância notável.
Eugénio de Andrade e António Gedeão, dois dos maiores génios da poesia contemporânea. O primeiro custou a entrar no restrito círculo literário de vanguarda; a sua poesia pouco aceite, aparentemente sem nexo, o seu génio ainda inerte aos olhos da sociedade intelectual. Nos anos setenta, com a ostentação do regime liberal democrático, a sua genialidade é redescoberta e Eugénio de Andrade foi galardoado com o Prémio Camões.
Sophia de Mello Breyner, outra autora a ser distinguida, em 1999, com o Prémio Camões, torna-se na mais famosa poetisa do século XX, a par de Florbela Espanca, do modernismo literário. Escreveu também vários contos para crianças, leccionados actualmente nas escolas primárias portuguesas, como A fada Oriana. O seu génio criativo é perturbante e impetuoso, os seus enredos memoráveis e ostentam a sua proeminente imaginação.
António Gedeão é mais um dos criativos poetas de intervenção, autor da sempre célebre Pedra Filosofal. David Mourão-Ferreira, Fiama Hasse Pais Brandão, Ruy Belo, entre outros, também entram no restrito mote elitista de escritores contemporâneos de Portugal.
João Apolinário, também ligado à poesia de intervenção, surge no panorama literário português e brasileiro, com importantes e valorosas contribuições para a cultura dos dois países. A sua obra é palco de um intercâmbio notável entre as culturas brasileira e portuguesa, adaptando-as mutuamente. Foi também um distinto jornalista, em São Paulo.
No panorama literário emergem Maria Aliete Galhoz, Agustina Bessa-Luís, José Régio, Maria Velho da Costa, Miguel Torga, também emergente no âmbito da poesia, António Lobo Antunes. Miguel Torga, explorando a poesia e a prosa, criou a sua própria revolução, uma «revolução rural», já que vivamente retrata o panorama rural com que convivia ele e Portugal.
Deputada à Assembleia da República, Natália Correia defendeu constantemente o património açoriano cultural e histórico, tornando-se num dos principais vultos da literatura e da poesia portuguesas contemporâneas.
Impossível não referir José Saramago, o «grande» da literatura portuguesa, e o único autor português a vencer o Nobel de Literatura, devido ao incorruptível e memorável Memorial do convento.
Lídia Jorge, com vários romances que se tornaram sucessos, como a Costa dos Murmúrios, adaptado para cinema, encontra-se na elite da literatura da actualidade. Os seus livros revelam numerosos os «segredos» do Algarve, região onde nasceu e foi humildemente criada a autora. A sua obra é também palco de uma enorme sensibilidade feminina.
Ana Maria Magalhães, Isabel Alçada e Alice Vieira ajudaram na renovação da literatura, adaptando-a, juntamente com a História, para os adolescentes. As duas primeiras, escrevendo em parceria a colecção Uma Aventura, já contam com mais de um milhão de livros vendidos.
Emergente no âmbito da poesia, surge Joel Lira, um seixalense distinto pela sua fértil e ambiciosa imaginação. Sombras do meu Sentir é o seu mais conhecido livro, levando o leitor para um abismo entre a tristeza e a alegria do sujeito lírico.

## Teatro e cinema
A dramaturgia não fica atrás, embora, de ano para ano, esquecida cada vez mais. Os males e defeitos da sociedade passam a ser o tema principal do teatro. O teatro cresceu no tempo de Salazar, principalmente o Teatro de Revista, ou Revista à portuguesa, que funcionava como uma ligeira e bem-humorada crítica social. Hoje, já a «meio-gás», o teatro deu o seu lugar de pedestal ao cinema, hoje a grande «arte de culto». O mais célebre encenador teatral português é Filipe La Féria, embora muita da sua arte seja comercial.
No cinema, que cada vez colecciona mais premiações, Portugal espalha-se para além fronteiras, coleccionando realizadores de renome como Manuel de Oliveira e João Botelho, entre outros. Entre o «best of» de actores portugueses da contemporaneidade surgem Ruy de Carvalho, Raul Solnado, Eunice Muñoz, e de uma geração posterior, Alexandra Lencastre, José Raposo, Beatriz Batarda, João Villaret, Herman José, Joaquim de Almeida e Maria de Medeiros, alguns com um carreira em Hollywood.